# Кіпрське письмо
Кіпрське письмо — складова писемність греків острова Кіпр, зафіксована пам'ятками 11-3 століть до н. е. Походить від кіпро-мінойського письма. Дешифрована Джорджем Смітом наприкінці 19 століття завдяки греко-фінікійській білінгві. Більшість текстів написано аркадокіпріотським діалектом грецької мови. Крім того, деякі пам'ятки виконані місцевою етеокіпрською мовою. Знайдено написи кіпрським письмом, відтиснуті за допомогою печаток, які датуються 1 ст. до н. е. Відомо близько 1000 текстів цим письмом (написи знайдено навіть в Єгипті).

## Знаки письма
|             | -a | -e | -i | -o | -u |
| ----------- | -- | -- | -- | -- | -- |
|             | 𐠀  | 𐠁  | 𐠂  | 𐠃  | 𐠄  |
| w-          | 𐠲  | 𐠳  | 𐠴  | 𐠵  |    |
| z-          | 𐠼  |    |    | 𐠿  |    |
| j-          | 𐠅  |    |    | 𐠈  |    |
| k-, g-, kh- | 𐠊  | 𐠋  | 𐠌  | 𐠍  | 𐠎  |
| l-          | 𐠏  | 𐠐  | 𐠑  | 𐠒  | 𐠓  |
| m-          | 𐠔  | 𐠕  | 𐠖  | 𐠗  | 𐠘  |
| n-          | 𐠙  | 𐠚  | 𐠛  | 𐠜  | 𐠝  |
| ks-         | 𐠷  | 𐠸  |    |    |    |
| p-, b-, ph- | 𐠞  | 𐠟  | 𐠠  | 𐠡  | 𐠢  |
| r-          | 𐠣  | 𐠤  | 𐠥  | 𐠦  | 𐠧  |
| s-          | 𐠨  | 𐠩  | 𐠪  | 𐠫  | 𐠬  |
| t-, d-, th- | 𐠭  | 𐠮  | 𐠯  | 𐠰  | 𐠱  |

### Правила запису аркадокіпріотського діалекту давньогрецької мови кіпрським письмом[3]
Знаки, містячі приголосний [k] κ, позначають також приголосні [g] γ та [kʰ] χ; знаки з приголосним [t] τ — відповідно, [d] δ та [tʰ] θ; знаки з приголосним [p] π — відповідно, [b] β та [pʰ] φ.
βασιλεύς — 𐠞𐠪𐠐𐠄𐠩 (pa-si-le-u-se)
ἄνωγον — 𐠀𐠜𐠍𐠚 (a-no-ko-ne)
μάχαι — 𐠔𐠊𐠂 (ma-ka-i)
παῖδες — 𐠞𐠂𐠮𐠩 (pa-i-te-se)
ἀνέθηκε — 𐠀𐠚𐠮𐠋 (a-ne-te-ke)
Кінцеві приголосні позначаються складовими знаками, містячими голосний [е].
τέμενος — 𐠮𐠕𐠜𐠩 (te-me-no-se)
Дифтонги, такі, як [ae], [au], [eu], [ei], передаються на письмі повністю.
ἄρουραι — 𐠀𐠦𐠄𐠣𐠂 (a-ro-u-ra-i)
ἄνευ — 𐠀𐠚𐠄 (a-ne-u)
Носові приголосні, які знаходяться перед іншим приголосним, на письмі не передаються. 
πάντα — 𐠞𐠭 (pa-ta)
ἄνθρωπος — 𐠀𐠰𐠦𐠡𐠩 (a-to-ro-po-se)
Довгі голосні на письмі також не позначаються.
ἠμί — 𐠁𐠖 (e-mi)
При подвоєнні приголосного на письмі позначається тільки один.
Ἀπόλλωνι — 𐠀𐠡𐠒𐠛 (a-po-lo-ni)
Напівголосний [j] може з'являтись між двома голосними, коли перший з них [і].
ἰᾶσθαι — 𐠂𐠅𐠨𐠭𐠂 (i-ja-sa-ta-i)
Напівголосний [w] ϝ може з'являтись між двома голосними, коли перший з них [u].
δυϝάνοι — 𐠱𐠲𐠜𐠂 (tu-wa-no-i)
Коли у слові є скупчення приголосних, то всі приголосні цього скупчення передаються на письмі. При цьому скупчення розбиваються на основі голосного того складу, до якого всі приголосні звуки скупчення належать.
πατρί — 𐠞𐠯𐠥 (pa-ti-ri)
κασιγνήτα — 𐠊𐠪𐠋𐠚𐠭 (ka-si-ke-ne-ta)
Λιμνίσιος — 𐠑𐠖𐠛𐠪𐠃𐠩 (li-mi-ni-si-o-se)
πτόλιν — 𐠡𐠰𐠑𐠚 (po-to-li-ne)
Στασίκυπρος — 𐠨𐠭𐠪𐠎𐠡𐠦𐠩 (sa-ta-si-ku-po-ro-se)
μισθῶν — 𐠖𐠪𐠰𐠚 (mi-si-to-ne)
ἔστασε — 𐠁𐠩𐠭𐠩 (e-se-ta-se)
ἰκμαμένος — 𐠂𐠌𐠔𐠕𐠜𐠩 (i-ki-ma-me-no-se)
ἄργυρον — 𐠀𐠣𐠎𐠦𐠚 (a-ra-ku-ro-ne)

### Різновиди
Є два різновиди кіпрського складового письма -  основний або "звичайний", та південно-західний або "пафійський".

## Зразки письма

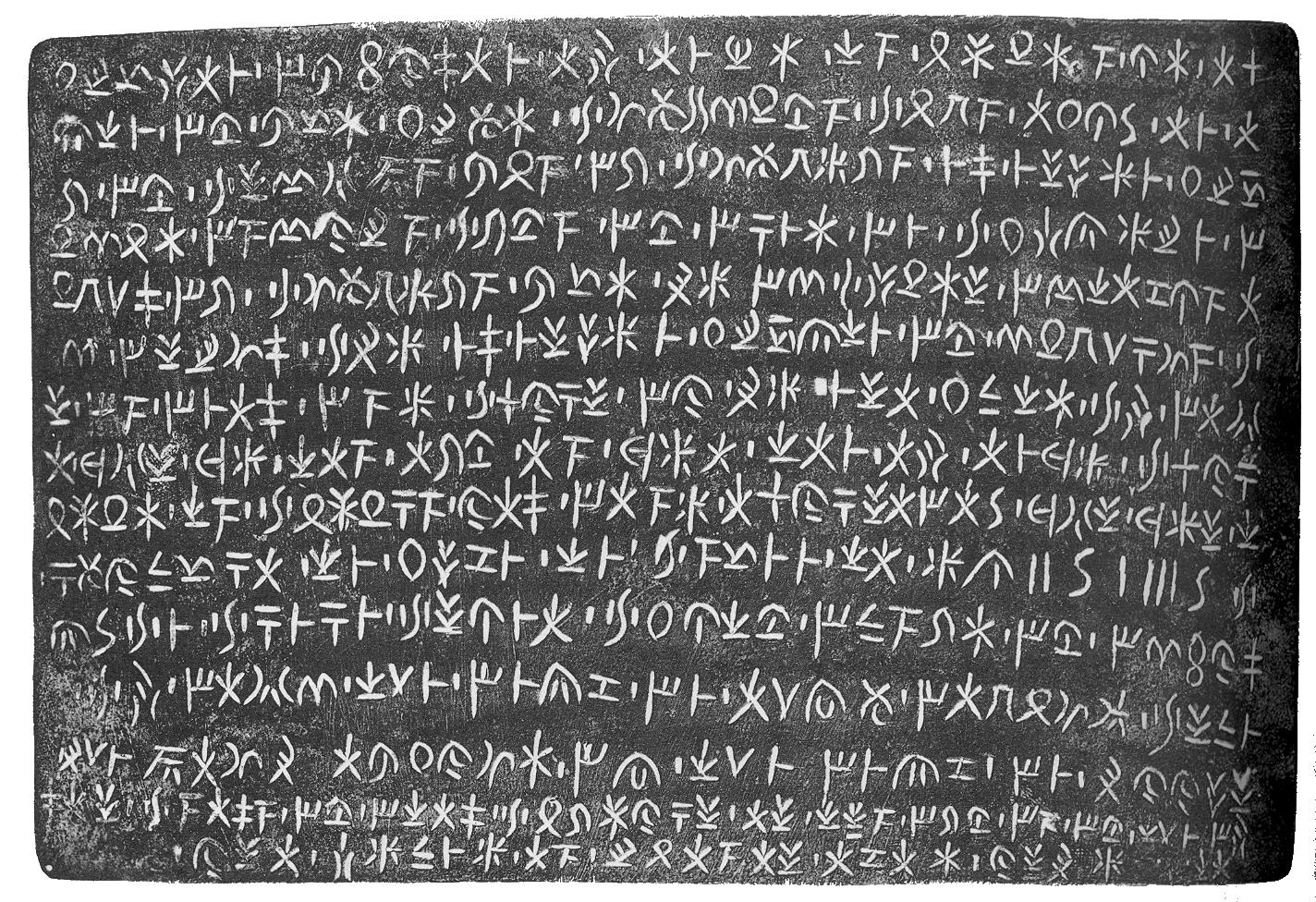
Бронзова табличка із Ідаліона с текстом, записаним кіпрським письмом
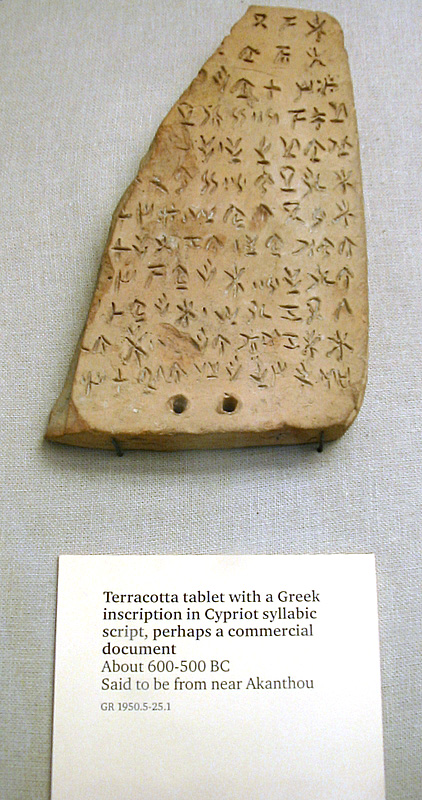
Грецька мова, записана кіпрським письмом
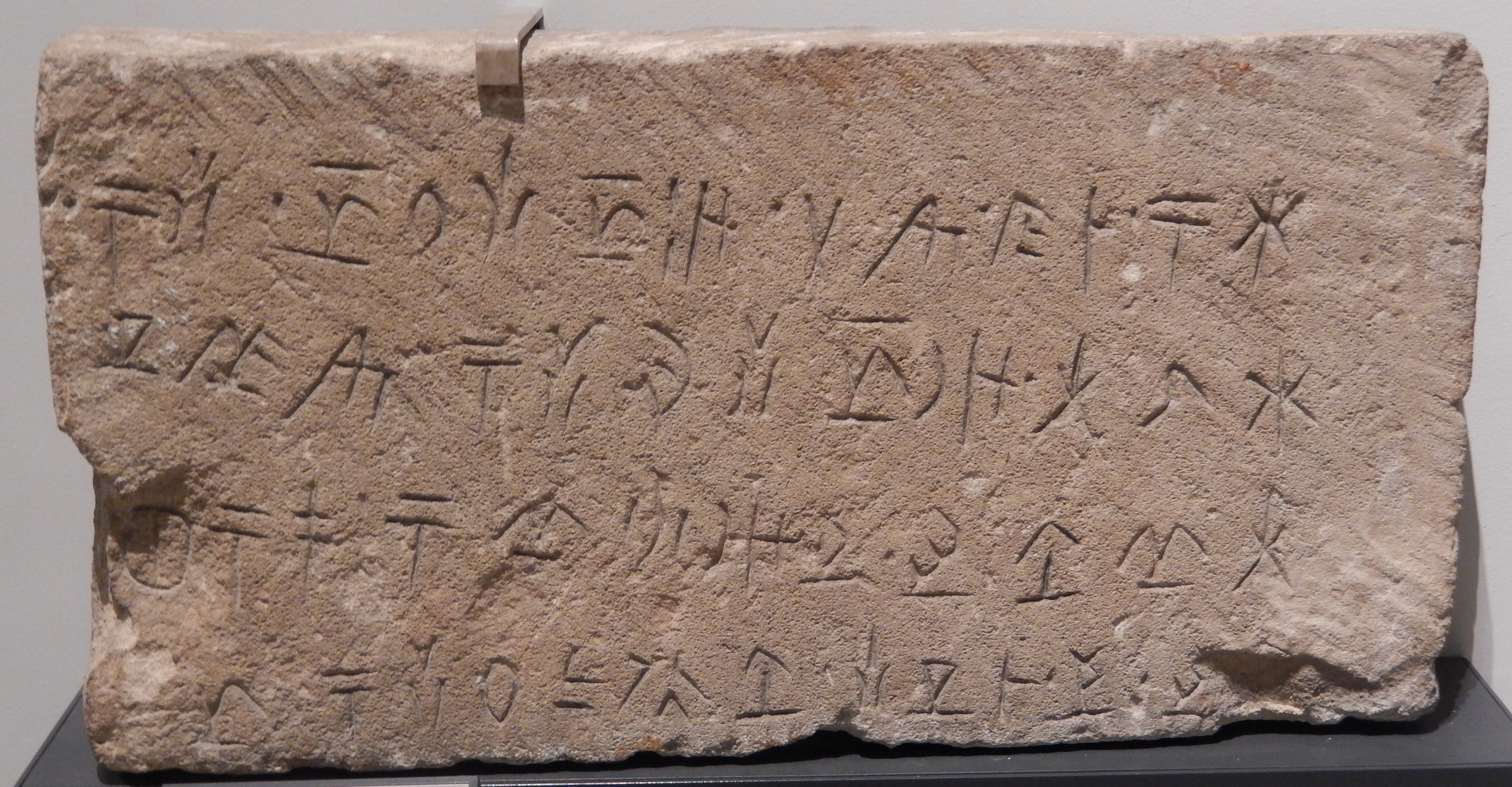
Етеокіпрська мова, записана кіпрським письмом
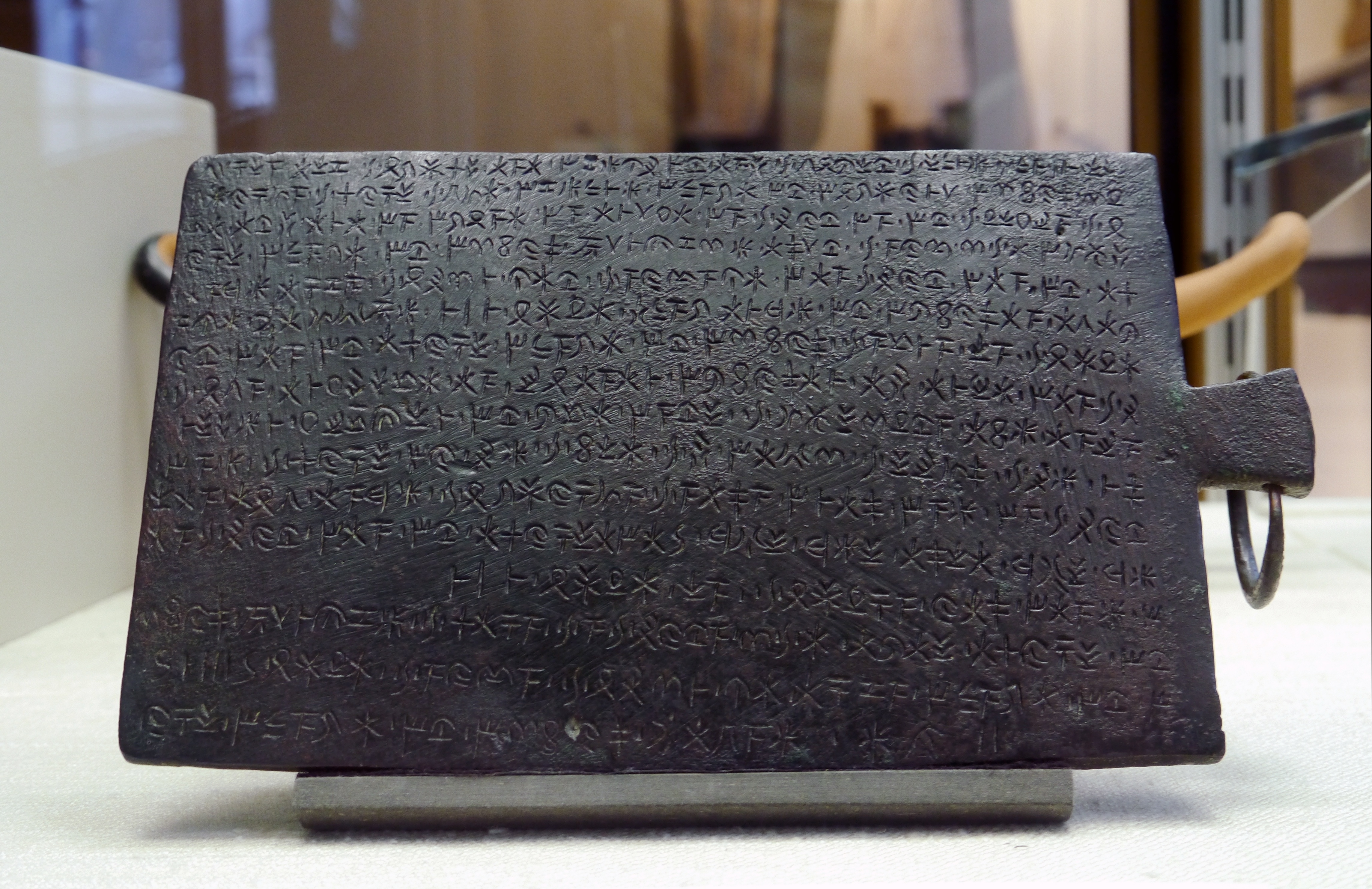